# August De Wilde

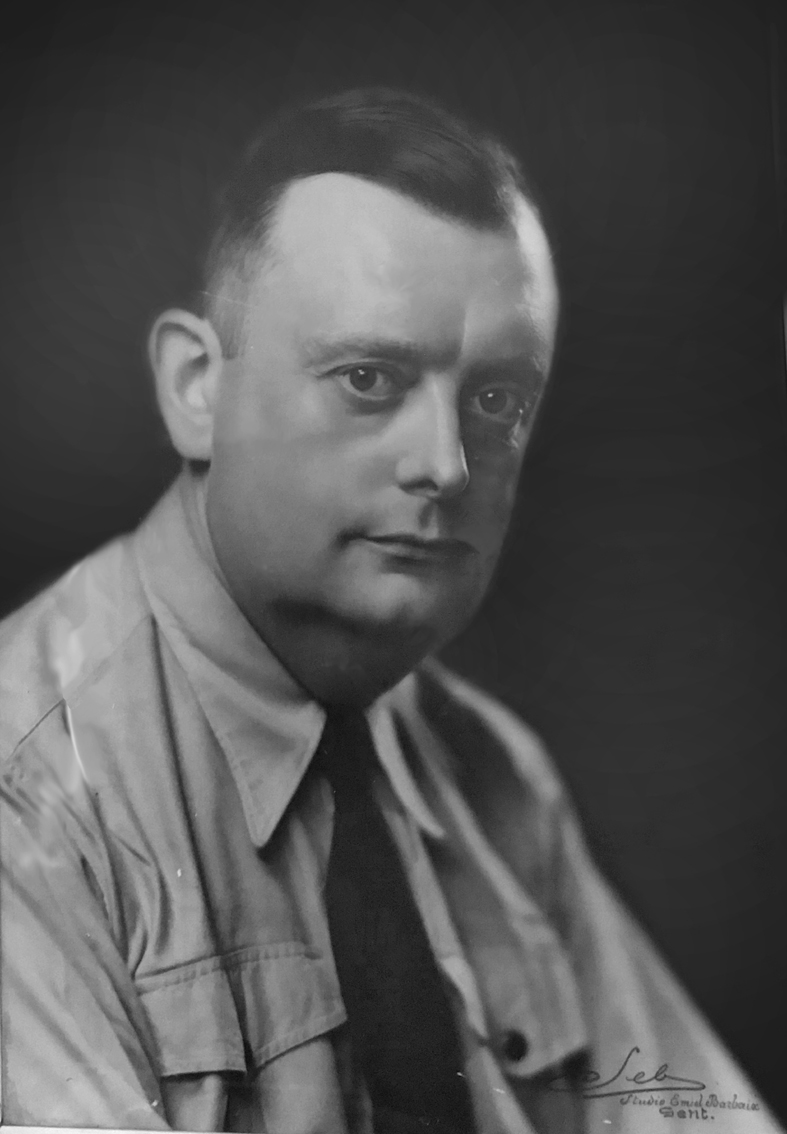

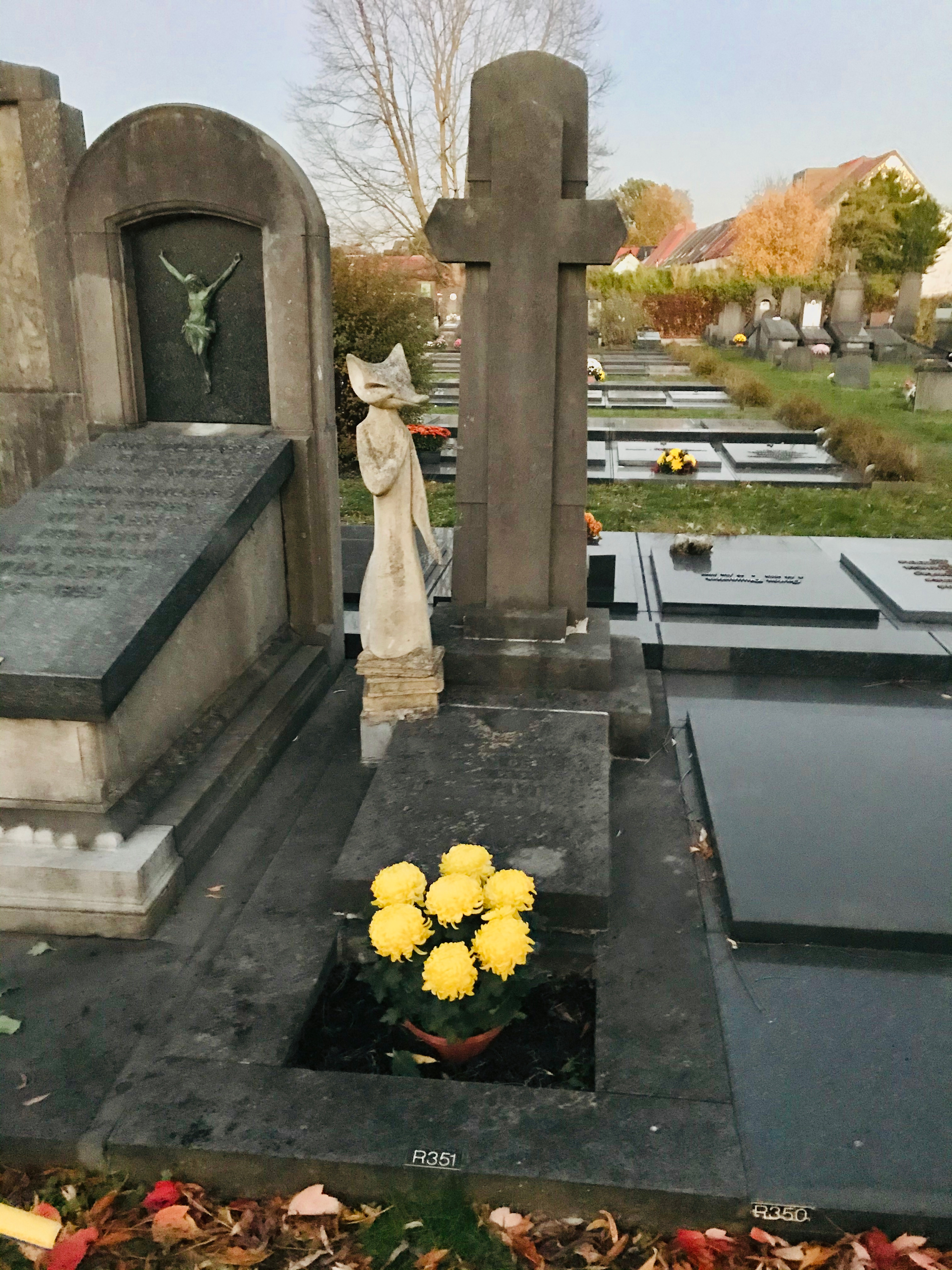
Graf van August De Wilde en Jozef De Wilde op het Campo Santo te Sint-Amandsberg

August De Wilde (Sint-Amandsberg, 16 augustus 1902 – Gent, 20 november 1947) was van beroep een verzekeringsagent. In 1925 werd hij politiek actief binnen het Vlaams-nationalisme, en tijdens de Tweede Wereldoorlog was hij enige tijd waarnemend oorlogsburgemeester van Gent voor het VNV.

## Biografie
De Wilde werd geboren in een katholiek Vlaamsgezind ondernemingsgezin. Hij was de oudere broer van Jozef De Wilde. Tijdens de Eerste Wereldoorlog was de onderneming van zijn ouders teloorgegaan tijdens de Duitse bezetting. Hierdoor kon de jonge August geen hogere studies aanvangen ook al was hij een goed student. Aanvankelijk werkte hij bij een bank en nadien bij een verzekeringskantoor om uiteindelijk zelfstandig verzekeringsagent te worden.
Reeds in 1925 werd hij politiek actief bij de Katholiek-Christelijke Volkspartij voor Vlaanderen die een jaar eerder was opgericht onder impuls en op initiatief van de Gentse Vlaams-nationalistische hoogleraar Frans Daels en van Jozef Goossenaerts. De oprichting was bedoeld tot versterking van het katholieke element in de sterk vrijzinnig gekleurde Vlaams-nationalistische kringen in Gent en Antwerpen. In Gent stelde deze Volkspartij zich op tegen Boudewijn Maes, die op zijn beurt een radicalere Vlaamsch-Nationale Partij oprichtte. De Volkspartij kreeg de steun van de nationale leiding van de Frontpartij, terwijl Maes gesteund werd door  verschillende Vlaamse notabelen omdat die de partij van Daels verweten dat ze contacten zocht met Christendemocraten. Bij de verkiezingen van 5 april 1925 werden door de Volkspartij te Gent de kandidaturen van August de Wilde en van Edmond van der Meulen voorgedragen. De partij van De Wilde behaalde een grote overwinning maar versplinterde in 1926. De Vlaamse politiek stond nog in haar kinderschoenen.
In 1933 vervoegde De Wilde het pas opgerichte Vlaamsch Nationaal Verbond (VNV) en behoorde hij tot de dichte entourage van de opkomende Hendrik Elias. Het VNV probeerde als opvolger van de Frontpartij verschillende Vlaams-nationalistische groeperingen samen te brengen. De Wilde zette zich in voor de uitbouw van het VNV rond Gent en werd eind 1935 benoemd tot arrondissementeel propagandaleider. Onder de naam Vlaams Nationaal Blok haalde het VNV bij de verkiezingen in 1936 zestien zetels binnen. De Wilde werd verkozen als provincieraadslid. Daarnaast was hij ook secretaris van het Vlaamsch Nationaal Syndicaat (VNS) te Gent en lid van de Algemene Raad van Arbeidsorde, de corporatieve organisatie verbonden met het Vlaamsch Nationaal Verbond.
Bij het uitbreken van de Tweede Wereldoorlog was VNV voorman Staf De Clercq zeer happig om mee te proeven van de macht en legde het lot van zijn beweging zonder dralen in handen van de Duitse bezetter. Vanaf de herfst van 1940 werd een verplichte volledige nazificering doorgevoerd. De meer gematigde VNV-leiders boden nauwelijks weerstand. Hendrik Elias, de nummer twee van de partij, behoorde tot deze groep maar werd gepaaid met het burgemeesterschap van Gent in december 1940. In 1940 was August De Wilde tot de Gentse gemeenteraad toegetreden na het ontslag van Amaat Bockaert. In 1941 werd hij schepen en kabinetschef van Hendrik Elias. In 1942 werd hij benoemd tot VNV-arrondissementsleider in Gent. Na het plotse overlijden van Staf De Clercq in oktober 1942 werd Elias algemeen leider van het VNV. De Wilde nam vanaf dan als eerste schepen van Gent zijn taken over en fungeerde in 1943 tijdelijk als waarnemend burgemeester.
De Wilde kwam echter vrij vlug in conflict met zijn mentor. Elias trok steeds meer macht naar zich toe en het VNV voerde een radicale collaboratiepolitiek. Alhoewel hij zijn partij en haar leider trouw bleef, protesteerde De Wilde vanaf 1943 in brieven en toespraken tegen de slappe politiek van de leiding tegen de De Vlag en de SS. Op 26 februari 1943 publiceerde hij zijn eerste protestmemorandum aan de VNV-leiding. Met zijn protest op de Algemene Raad van het VNV (8 mei 1943) trachtte De Wilde vooral het Dietse streven binnen het VNV te behouden en betreurde hij publiekelijk de VNV-opbodpolitiek tegen de Duitsch-Vlaamsche Arbeidsgemeenschap (DeVlag). Gent werd het centrum van de interne VNV-oppositie.
De Wilde werd het zwijgen opgelegd en kreeg een officiële blaam. Na herhaaldelijke botsingen met Elias bood De Wilde op 16 juli 1943 zijn ontslag aan. Dat werd hem geweigerd. Toen De Wilde op 5 september 1943 een toespraak van Elias weigerde te verspreiden, bekwam hij wel het gevraagde ontslag. Hij werd afgezet als arrondissementsleider. Oppositie werd niet langer geduld in het VNV.
De Wilde was ondertussen reeds actief binnen Nederland Eén!, een soort geheime organisatie binnen het VNV met leden die zich niet konden vinden in het partijbeleid en vooral de Groot-Nederlandse Dietse gedachte verdedigden. Het ging tot 1943 om een vrij marginale groep mensen, tot prominenten als Frans Daels en pater Juul Callewaert Groot-Nederlandse waarschuwings- en protestbrieven begonnen te verspreiden. Er ontstonden contactgroepen en informatiebijeenkomsten, waarop leden van diverse nationalistische organisaties werden uitgenodigd. Na zijn ontslag binnen het VNV werd August De Wilde prominent militant en schreef hij onder het pseudoniem Marnix verschillende pamfletten voor de dissidente beweging.
Na de oorlog werd De Wilde wegens collaboratie en verklikking gevangen genomen. Hij werd ter dood veroordeeld. In 1947 werd De Wilde ernstig ziek en overleed in het hospitaal als gevangene. Hij werd begraven op het Campo Santo in Sint-Amandsberg.
In 1972 verklaarde Hendrik Elias dat "August De Wilde tijdens de oorlog grootste diensten bewezen had aan de stad Gent voor de ravitaillering" en dat "hij er absoluut zeker van was dat De Wilde niet schuldig was aan verklikking".